# Саркисьян, Георгий Хачатурович
Георгий (Григорий) Хачатурович Саркисьян (Саркисян) (1909 — не ранее 1947) - советский офицер. Участник советско-финской войны. Участник Великой Отечественной войны, участник Керченско-Феодосийской операции, Судакского десанта. В Партизанском движении Крыма. Начальник штаба 1-й партизанской бригады. Начальник штаба Северного соединения. 

## Биография
Родился в 1909 году. Во время геноцида армян остался сиротой, батрачил. В 1927 году вступил в Красную Армию, окончил командирскую школу и служил в армянской дивизии. 
Участник советско-финляндской войны. В Великую Отечественную войну участник Керченско-Феодосийской десантной операции. Участвовал в Судакском десанте. Был тяжело ранен в район Судака, в ходе разгрома десанта в январе 1942 года. Однополчанам удалось перевести его в село Элбали, где его выходил патриот Петр Смагин. 
После выздоровления в августе 1942 года он добрался до партизан Крыма. В отряде Ф. И. Федоренко он стал разведчиком и отличился во многих делах. В течение короткого времени он совершил 6 дальних разведывательных заданий. Саркисян и перешедший на сторону партизан словацкий военнослужащий Войтех Якобчик (известен под псевдонимом «Белла») должны были получить список курсантов немецкой разведшколы. Якобчик переоделся во вражескую форму и, обманув немецкие посты, сопроводил Саркисяна со связанными руками в Симферополь, как «плененного им партизана». После выполнения задания им удалось вернуться обратно, хотя они были изнурены от долгого хождения, а ноги кровоточили. Впоследствии, в селе Шумхай (ныне Заречное) Саркисян со своей группой разгромил вражеский штаб, где уничтожил 12 офицеров. 
8 ноября 1943 года группа партизан под его командованием напали на группу фашистов из 250 человек. В бою уничтожили 70 фашистов и пленили 20, захватили 25 повозок, 60 лошадей и 30 винтовок. Потом разработал план и уничтожил немецкие огневые точки, которые, периодически обстреливая леса в окрестностях Симферополя, наносили немалый урон партизанам.
В 1943 году отряд Ф. И. Федоренко принял под командование 1-ю бригаду, где Г. Х. Саркисьян становится начальником штаба (29.01.1944–29.03.1944), комиссар Е. П. Степанов. 
Весной 1944 года после полковника Савченко В. Е. становится начальником штаба Северного соединения (29.03.1944–20.04.1944). "Дел у начштаба Григория Саркисьяна невпроворот. Командир и комиссар соединения еще на рассвете уехали в бригаду Федоренко, под Новоивановку: оттуда бригада сделает бросок в Симферополь. А на плечах Саркисьяна заботы о партизанском заслоне, что растянут вдоль лесных опушек. Дело в том, что гитлеровцы, уклоняющиеся от ударов Красной Армии, пытаются то тут, то там проникнуть в лес, чтобы лесными тропами выйти на Южный берег, к портам. Вот и стоит партизанский заслон на их пути". 
Ф. И. Федоренко вспоминал о боях апреля 1944 года. "Второй комсомольско-молодежный отряд «Смерть фашистам», усиленный танками, совместно с моторизованным отрядом 51-й армии громит крупное скопление противника под Зуей. Немцы разрозненными подразделениями бегут к югу, где их встречает 18-й отряд Ивана Сырьева. Десятки фашистов убиты, более двухсот взяты в плен. Не счесть захваченного стрелкового оружия. Но одной, охраняемой особо, видно, штабной колонне автомашин удается проскочить к урочищу Ой-Яул. А там штаб Северного соединения. В бой вступают комендантский взвод Александра Ломакина и все, кого мы называли штабистами. Разгромом вражеской колонны руководит Саркисьян. Партизаны берут уйму пленных, несколько легковых и специальных автомобилей". 
Первый советский приказ по городу Симферополю гласил: «Сегодня, 13 апреля 1944 года, крымские партизанские отряды Северного соединения с боем вступили в город Симферополь. Охрана революционного порядка в городе осуществляется партизанами. Призываем всех граждан города строжайше соблюдать революционный порядок, оказывать всемерное содействие в борьбе с мародерством и по вылавливанию шпионов, провокаторов и лиц, нарушающих порядок в городе. Командир Северного соединения партизанских отрядов Крыма П. Ямпольский. Комиссар Н. Луговой. Начальник штаба Г. Саркисьян» 